# Twin City Rapid Transit Company
Twin City Rapid Transit Company (TCRT) was een transportbedrijf in Minneapolis-St. Paul, een Amerikaanse dubbelstad in de staat Minnesota.

## Voorgeschiedenis

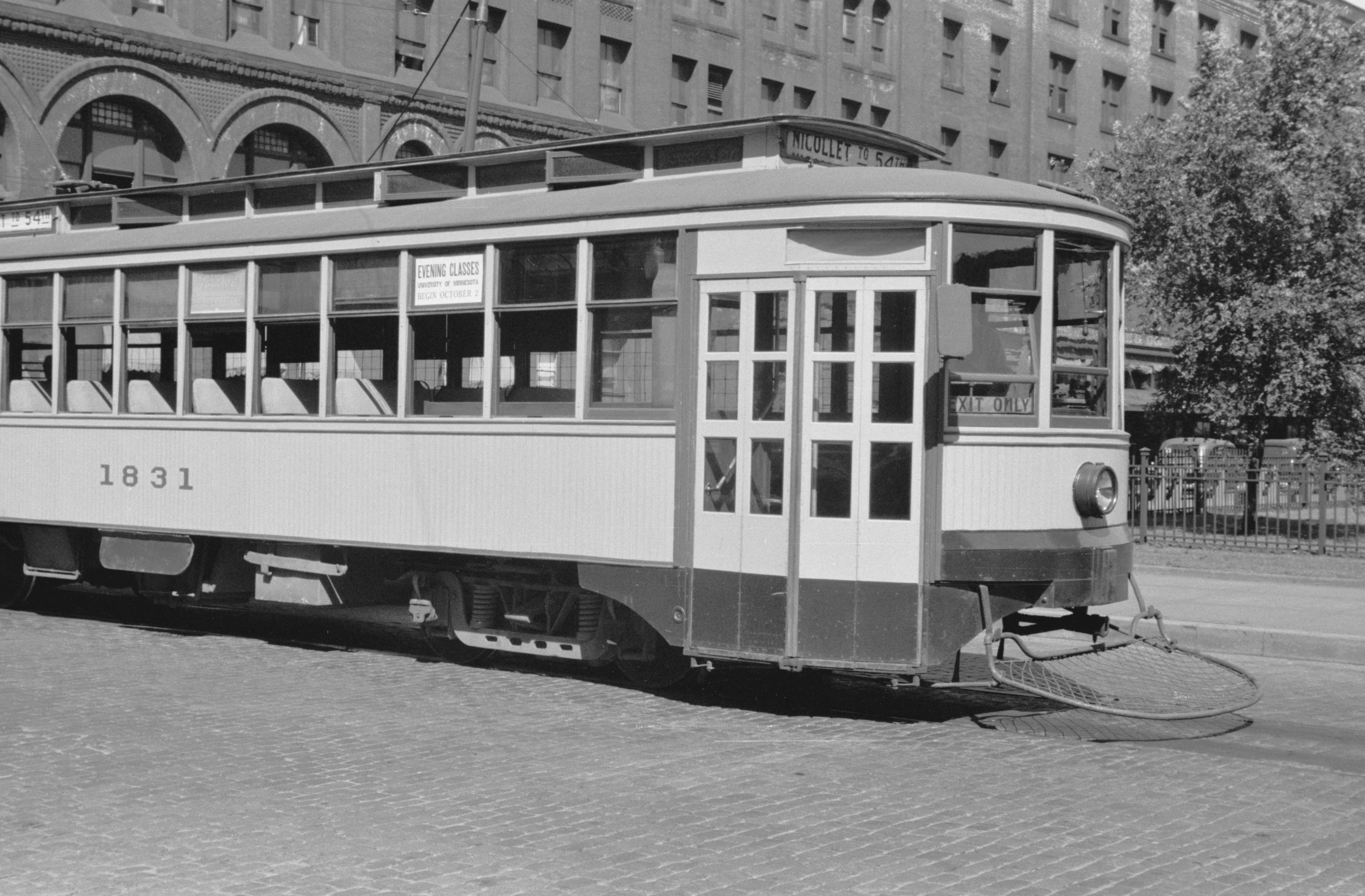
Motorwagen in 1939

In Minneapolis - St. Paul wordt het begin van stedelijk openbaar vervoer gedomineerd door één man: de advocaat en makelaar Thomas Lowry.
Enkele jaren na de oprichting, in 1873, van de Minneapolis Street Railway werd hij vicepresident van dit bedrijf. Al in 1880 had hij de leiding over een groot netwerk van paardentramlijnen in beide steden. 350 paardentramwagens en ongeveer 2000 paarden werden gebruikt voor een netwerk van 100 mijl.
Toen de elektrificatie van de paardentram startte, in 1891, smolt hij alle bedrijven in de beide steden samen tot één: de TCRT. Jaren van enorme expansie en ondernemingsdrift resulteerde uiteindelijk in een van de 10 grootste Amerikaanse tramnetwerken. Op het hoogtepunt deden meer dan 1000 trams dienst op een netwerk van 530 mijl.
TCRT wordt in verband gebracht met een bijzonder kenmerk. Bijna zonder uitzondering bouwde men het wagenpark zelf wat een enorme kostenreductie tot gevolg had. De reden hiervoor was onder meer dat er geen tramwagenfabriek een tram kon leveren die in staat was weerstand te bieden aan, én zonder storingen te kunnen functioneren, (in) de strenge winters van Minnesota. De wagens waren ook zonder uitzondering van hout en hadden een grote kolenkachel in de wagen.
Legendarisch was de kennis en kunde van het onderhoudsbedrijf van de tram, de zogenaamde 'Snelling Shops'. Niet alleen werden hier tussen de jaren 1898 en 1928 1431 trams zelf gebouwd maar ook veerboten voor de dienst over Lake Minnetonka. 
Daarbij produceerde men ook bijna alle trams voor het zusterbedrijf in de stad Duluth.
De technici waren geobsedeerd in perfect onderhoud van het materiaal. Iedere tram werd om de 5 jaar geheel opnieuw opgebouwd, van nieuwe onderdelen en lak voorzien en getest.
In de jaren 1920 was TCRT betrokken bij de ontwikkeling van een lichtgewicht tramtype. Daartoe werd een aparte maatschappij opgericht: de 'Light Weight Noiseless Electric Street Car Company'. Uiteindelijk bouwde men ongeveer 100 trams voor de bedrijven van Chicago, Grand Rapids en Chattanooga.

## DePCC-car

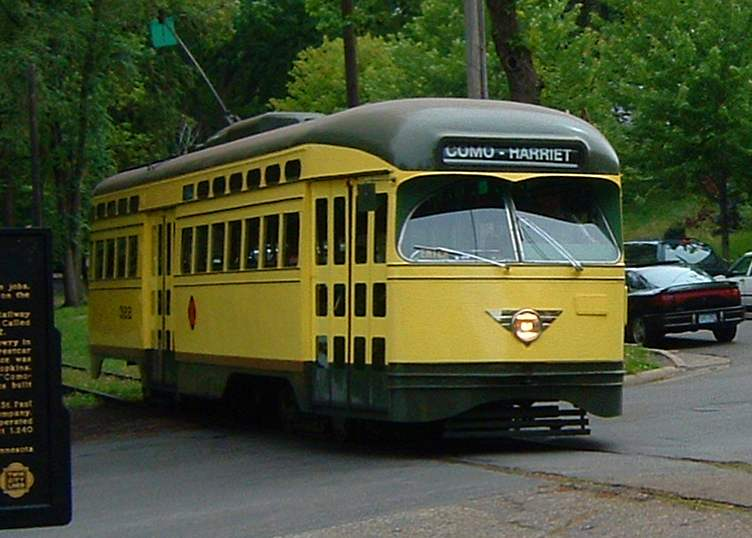
PCC-car, nu museumwagen

De interesse voor de PCC car kwam bij TCRT relatief laat; op een punt dat er al duizenden waren gebouwd voor andere bedrijven.
Genummerd 300 - 439, aangeschaft tussen 1946 en 1949 werden de eerste wagens op de zware INTERURBAN lijn, de benaming voor de tramlijn tussen Minneapolis en St. Paul over University Avenue, in dienst genomen. Deze tramlijn kende een frequentie van één wagen per 2 ½ minuut.
Dit was onderdeel van een moderniseringsprogramma van $20.000.000.-
Kenmerk voor deze wagens was hun enorme breedte van 2,7 meter. Ze werden in een attractieve geel/zwarte kleurencombinatie gestoken.
Daarna werden de volgende lijnen gedeeltelijk gemoderniseerd:
- Glenwood - 4th Ave. South
- Bryant - Johnson
- Grand - Mississippi
- St. Clair - Paine (in 1947)

Na aflevering van de laatste serie wagens kwamen daar nog vier lijnen bij.
Terwijl de stad plannen had de tram verder te modernisering en inzag dat het het beste vervoermiddel voor de winterse omstandigheden was, kwam TCRT in andere particuliere handen. In 1949 kwam de New Yorkse aandelenhandelaar Charles Green in handen van de meerderheid van de aandelen. Deze persoon was alleen geïnteresseerd in de waarde van de aandelen en het uitkeren van dividend per se en schrapte alle nevenactiviteiten. De 'Snelling Shops' waren een van de eerste slachtoffers.
In complete ombouw tot busexploitatie was voorzien voor 1958.
Dit doel werd uiteindelijk al eerder bereikt. 450 bussen namen op 18 juni 1954 de plaats in van de PCC's. De tram was opgeheven. De macht was toen van Charles Green overgegaan op zijn rechterhand, Fred A. Ossanna, die later gearresteerd werd voor 13 aanklachten waaronder belastingontduiking, postfraude en samenzwering. Deze rechtszaken sleepten zich tot 1962 voort.
Van de nog vrijwel nieuwe wagens werden er 20 in 1953 verkocht aan Shaker Heights Rapid Transit Co., Ohio, in datzelfde jaar 30 aan Newark, New Jersey en de rest van de wagens, 91 stuks, aan Mexico-Stad in 1954. De laatste van deze trams werd daar in 1984 uit dienst genomen.

## Lijnnummersystematiek
TCRT hanteerde geen lijnnummers.
De genoemde 'Interurban' lijn kende de volgende bestemmingsaanduiding: TO ST. PAUL en TO MINNEAPOLIS.
LOOP duidde op het feit dat een lijn, van elk willekeurig beginpunt, in het stadscentrum zou eindigen, en dus niet de hele route zou afrijden, terug naar diens beginbestemming. Verder werden aanduidingen gebruikt zoals in veel andere steden: GRAND - MISSISSIPPI of 4TH. Ave. to 48TH Str. (over 4th Avenue tot de 48ste straat).

## HiawathaLine

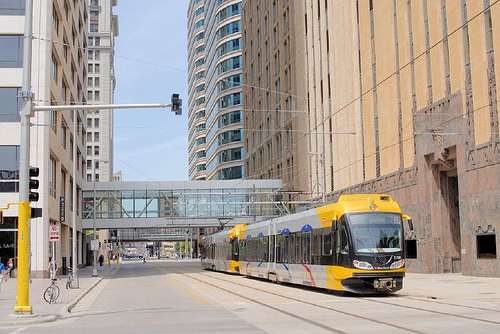
Nieuwe trams in 2006

Net als in vele andere Amerikaanse steden beleefde de Twin Cities een renaissance. In 2004 werd de eerste, van meer geplande, tramlijnen geopend. Deze "Blue Line" of Hiawatha Line" rijdt tussen Minneapolis Downtown via de Internationale luchthaven Minneapolis-Saint Paul naar de Mall of America in Bloomington. De lijn is het best te interpreteren als een Light Rail lijn met voor Europese begrippen zwaar materiaal maar in het centrum gewoon over straat rijdt. Een tweede lijn, de Groene lijn, werd in 2014 geopend.